# Christian Klees
Christian Klees (* 24. Juni 1968 in Eutin) ist ein ehemaliger deutscher Sportschütze. Er gehörte von 1987 bis 2001 der Nationalmannschaft des Deutschen Schützenbundes an und war bis 2011 als Trainer und stellvertretender Schatzmeister bei den Eutiner Sportschützen tätig.
1993 wurde Klees Deutscher Meister im Dreistellungskampf mit dem Kleinkalibergewehr. 1994 wurde er Deutscher Meister mit dem Standardgewehr und Weltmeisterschaftsdritter mit dem Kleinkalibergewehr liegend. 1995 gewann Klees mit der Mannschaft den Europameistertitel im Dreistellungskampf.
Seinen größten Erfolg erzielte der Verwaltungsfachangestellte bei den Olympischen Sommerspielen 1996 in Atlanta. Er gewann damals im Kleinkaliber liegend die erste Goldmedaille für Deutschland. Mit 704,8 Ringen im Finalwettkampf stellte er einen neuen Weltrekord auf, der erst bei den Olympischen Spielen 2012 in London von Sjarhej Martynau eingestellt wurde.
Für den Gewinn der Goldmedaille 1996 erhielt er von Bundespräsident Roman Herzog das Silberne Lorbeerblatt.
Die „Christian-Klees-Halle“ in der Jugendfreizeit- und Bildungsstätte des Kreises Ostholstein in Scharbeutz wurde nach ihm benannt.